# Stimmfach
Stimmfach (l.mn. Stimmfächer) – niemiecki system kategoryzacji śpiewaków, zwłaszcza operowych, na podstawie skali, mocy i kolorytu głosu. Jest używany przede wszystkim w Europie, szczególnie w krajach niemieckojęzycznych i operach grających klasyczny repertuar.
Poniżej znajduje się lista Stimmfächer, ich skala zapisana na pięciolinii oraz typowe dla danego głosu role. Kiedy podane są dwie nazwy, pierwsza jest tą współcześnie częściej używaną. Kiedy jest to możliwe, podano polski odpowiednik – chociaż nie wszystkie nazwy mają takowy. Należy pamiętać, że niektóre role są w repertuarze różnych „fachów” i nie każdego śpiewaka można dokładnie zaklasyfikować: np. wiele sopranów śpiewa zarówno partie dla Koloratursopran, jak i dla Dramatischer Koloratursopran. W dodatku trudniejsze do obsadzenia role bywają śpiewane niekoniecznie przez przypisany sobie Stimmfach – Królowa Nocy z Czarodziejskiego fletu to zgodnie z tradycją rola dla sopranu koloraturowego dramatycznego, ale z braku takich często śpiewają ją liryczne koloraturowe.

## Stimmfächersopranowe

### Lyrischer Koloratursopran / Koloratursoubrette
- Polski odpowiednik: sopran koloraturowy lub sopran koloraturowy liryczny.
- Skala: Od ok. c1 do f3
- Opis: Zwykle lekki sopran o bardzo wysokiej skali. Często niewielkie głosy bez bogactwa i rezonansu sopranu dramatycznego. Musi umieć wykonywać szybkie ozdobniki, łatwo biorąc wysokie nuty. Wiele takich sopranów ma wręcz niesamowicie wysoką skalą (na przykład f3 dla Królowej Nocy), ale są też śpiewaczki tego fachu, które nie śpiewają wyżej niż e3.
- Role:
  - Oskar, Bal maskowy (Giuseppe Verdi)
  - Tytania, Sen nocy letniej (Benjamin Britten)
  - Zerbinetta, Ariadna na Naksos (Richard Strauss)
  - Olympia, Opowieści Hoffmanna (Jacques Offenbach)
  - Adela, Zemsta nietoperza (Johann Strauss syn)
  - Marie, Córka pułku (Gaetano Donizetti)
  - Amina, La sonnambula (Vincenzo Bellini)
  - Łucja, Łucja z Lammermooru (Gaetano Donizetti)
  - Amenaide, Tankred  (Gioacchino Rossini)
  - Elwira, I puritani (Vincenzo Bellini)
- Śpiewaczki:
  - Elizabeth Futral
  - Natalie Dessay
  - Lily Pons
  - Lucia Popp
  - Mado Robin
  - Erna Sack
  - Beverly Sills
  - Rita Streich
  - Laura Claycomb
  - Sumi Jo

### Dramatischer Koloratursopran
- Polski odpowiednik: sopran koloraturowy dramatyczny.
- Skala: Od ok. c1 do f3
- Opis: Tak samo jak wyżej, tylko z bardziej dramatycznym, bogatszym głosem. Często cięższe i mniej delikatne od koloratury lirycznej. Musi umieć wykonywać szybkie ozdobniki, łatwo biorąc wysokie nuty, jak F3 u Królowej Nocy. To bardzo rzadki fach śpiewaczy – musi umieć zaśpiewać spore, dramatyczne nuty, których otrzymywanie ogranicza zwykle szybkość i lekkość głosu.
- Role:

- - Donna Anna, Don Giovanni (Wolfgang Amadeus Mozart)
  - Królowa Nocy, Czarodziejski flet (Wolfgang Amadeus Mozart)
  - Konstancja, Uprowadzenie z seraju (Wolfgang Amadeus Mozart)
  - Semiramida, Semiramide (Gioacchino Rossini)
  - Fiorilla, Turek we Włoszech (Gioacchino Rossini)
  - Łucja, Łucja z Lammermooru (Gaetano Donizetti)
  - Fioridiligi, Così fan tutte (Wolfgang Amadeus Mozart)
  - Imogena, Pirat (Vincenzo Bellini)
  - Norma, Norma (Vincenzo Bellini)
  - Leonora, Trubadur (Giuseppe Verdi)
  - Violetta, Traviata (Giuseppe Verdi)
  - Maria, Maria Stuarda (Gaetano Donizetti)
  - Odabella, Attyla (Giuseppe Verdi)

- Śpiewaczki:
  - Maria Callas
  - Edita Gruberová
  - Joan Sutherland
  - June Anderson
  - Cristina Deutekom
  - Edda Moser
  - Nelly Miricioiu
  - Diana Damrau
  - Anna Tomowa-Sintow
  - Hasmik Papian

### Deutsche Soubrette / Charaktersopran
- Skala: Od ok. a do c3
- Opis: słodki lekki głos zwykle potrafiący wykonywać pasaże podobne do koloraturowych. Skala głosu jest zazwyczaj pomiędzy skalą sopranu koloraturowego a lirycznego.
- Role:
  - Despina, Così fan tutte (Wolfgang Amadeus Mozart)
  - Zuzanna, Wesele Figara (Wolfgang Amadeus Mozart)
  - Zerlina, Don Giovanni (Wolfgang Amadeus Mozart)
  - Belinda, Dydona i Eneasz (Henry Purcell)
  - Adela, Zemsta nietoperza (Johann Strauss)
  - Zofia, Kawaler srebrnej róży (Richard Strauss)
  - Ännchen, Wolny strzelec (Carl Maria von Weber)
- Śpiewaczki:
  - Kathleen Battle
  - Barbara Bonney
  - Elisabeth Schumann
  - Dawn Upshaw

### Lyrischer Sopran
- Polski odpowiednik: sopran liryczny
- Skala: Od ok. c1 do c3
- Opis: nieco pełniej brzmiący sopran, z opanowanym legato, portamento i pewną lekkością; generalnie ma bardziej uduchowione i „uczuciowe” brzmienie niż sopran soubrette, który ma tendencję do brzmienia jakby flirtującego, zalotnego. Sopran liryczny to „podstawowy” rodzaj sopranu, który znajduje się pośrodku spektrum głosów sopranowych i zwykle nie wykazuje specjalnych właściwości typu wyjątkowa moc, wytrzymałość, szlachetność czy biegłość. Mimo to są soprany liryczne, które posiadają parę takich cech i mogą śpiewać wiele ról z różnych fachów. W każdym razie zazwyczaj sopran liryczny nie posiada żadnych szczególnych właściwości. Dlatego role dla sopranu lirycznego reprezentują zazwyczaj niewinność, delikatność i wzniosłość – brzmią wiarygodnie śpiewane głosem o pewnej prostocie.
- Role:

- - Mimi, Cyganeria (Giacomo Puccini)
  - Magda, Płaszcz (Giacomo Puccini)
  - Lauretta, Gianni Schicchi  (Giacomo Puccini)
  - Liu, Turandot  (Giacomo Puccini)
  - Pamina, Czarodziejski flet  (Wolfgang Amadeus Mozart)
  - Micaela, Carmen (Georges Bizet)
  - Marguerite, Faust (Charles Gounod)
  - Manon, Manon (Jules Massenet)
  - Adina, Napój miłosny (Gaetano Donizetti)
  - Antonia,  Opowieści Hoffmanna (Jacques Offenbach)
  - Hrabina Almaviva, Wesele Figara (Wolfgang Amadeus Mozart)
  - Amelia Grimaldi, Simon Boccanegra (Giuseppe Verdi)
  - Thaïs, Thaïs (Jules Massenet)
  - Rusałka,  Rusałka (Antonín Dvořák)
  - Tatiana, Eugeniusz Oniegin (Piotr Czajkowski)

- Śpiewaczki:
  - Lisa Della Casa
  - Adriana Maliponte
  - Angela Gheorghiu
  - Renée Fleming
  - Kiri Te Kanawa
  - Elisabeth Schwarzkopf
  - Marina Rebeka
  - Mirella Freni
  - Anna Netrebko
  - Victoria de los Angeles

### Jugendlich Dramatischer Sopran
- Polski odpowiednik: sopran spinto
- Skala: Od ok. c1 do c3
- Opis: Włoska wersja tego fachu to spinto, co znaczy dosłownie: przyciśnięty. Oznacza on lekki głos, który musi się nieco „przycisnąć” dla zaśpiewania niższych, bardziej dramatycznych nut. Głos ten jest czasem tłumaczony jako „młody” albo „młodzieńczy”, ale nie odnosi się to do wieku artystki, tylko do brzmienia głosu. Zależnie od śpiewaczki, głos ten może sięgać obu krańców sopranowego spektrum: śpiewać lekkie role mezzosopranowe i, odwrotnie, role liryczne albo nawet koloraturowe. Soprany spinto są znane z głosu pasującego do pieśni i oper po angielsku.
- Role:

- - Madame Butterfly, Madame Butterfly (Giacomo Puccini)
  - Manon Lescaut, Manon Lescaut (Giacomo Puccini)
  - Suor Angelica, Siostra Angelica (Giacomo Puccini)
  - Elizabeth de Valois, Don Carlos (Giuseppe Verdi)
  - Leonora, Moc przeznaczenia (Giuseppe Verdi)
  - Amelia, Bal maskowy (Giuseppe Verdi)
  - Marschallin, Kawaler srebrnej róży (Richard Strauss)
  - Elsa, Lohengrin (Richard Wagner)
  - Susannah, Susannah (Carlisle Floyd)
  - Donna Elvira, Don Giovanni (Wolfgang Amadeus Mozart)
  - Vitellia, Łaskawość Tytusa (Wolfgang Amadeus Mozart)
  - Aida, Aida (Giuseppe Verdi)
  - Liza, Dama pikowa (Piotr Czajkowski)
  - Floria Tosca, Tosca (Giacomo Puccini)

- Śpiewaczki:

- - Magda Olivero
  - Gundula Janowitz
  - Leontyne Price
  - Clara Petrella
  - Barbara Frittoli
  - Renata Tebaldi
  - Michèle Crider
  - Aprile Millo
  - Daniela Dessì
  - Mirella Freni
  - Orianna Santunione
  - Izabela Kłosińska

### Dramatischer Sopran
- Polski odpowiednik: sopran dramatyczny
- Skala: Od ok. h do c3
- Opis: Charakteryzujące się swoim bogatym, pełnym brzmieniem, soprany dramatyczne powinny śpiewać ponad dużymi orkiestrami, co wymaga potężnego dźwięku. Soprany dramatyczne nie muszą mieć biegłości lżejszych fachów. Jakkolwiek większość z nich ma nieco ciemniejsze zabarwienie, zdarzają się także jaśniejsze, o tonie bardziej lirycznym. W takim przypadku jednak nadal obecny jest wolumen i wytrzymałość sopranu dramatycznego. Takie soprany o ciemniejszym zabarwieniu często próbują ról z repertuaru mezzosopranowego, nierzadko z sukcesem.
- Role:
  - Senta, Latający Holender (Richard Wagner)
  - Leonora, Fidelio (Ludwig van Beethoven)
  - Ariadne, Ariadna na Naksos (Richard Strauss)
  - Magda Sorel, Konsul (Gian Carlo Menotti)
  - Gioconda, Gioconda (Amilcare Ponchielli)
  - Santuzza, Rycerskość wieśniacza (Pietro Mascagni)
  - Lady Macbeth, Macbeth (Giuseppe Verdi)
  - Abigalle, Nabucco (Giuseppe Verdi)
- Śpiewaczki:

- - Hildegard Behrens
  - Helga Dernesch
  - Jane Eaglen
  - Andrea Gruber
  - Lotte Lehmann
  - Karita Mattila
  - Zinka Milanov
  - Leonie Rysanek
  - Rosa Ponselle
  - Deborah Voigt
  - Gena Dimitrowa
  - Jessye Norman

### Hochdramatischer Sopran
- Polski odpowiednik: raczej nie ma, chociaż czasem spotyka się określenia takie jak pełen sopran dramatyczny albo sopran wagnerowski.
- Skala: Od f do c3
- Opis: głos spełniający wymagania oper o wagnerowskiej dojrzałości. Krótko mówiąc, następny wymiar sopranu dramatycznego. Głos taki jest solidny, bardzo potężny i równy we wszystkich rejestrach. Jest  większy nawet niż „normalny” sopran dramatyczny. Jakkolwiek te dwa głosy są porównywalne i często trudne do rozróżnienia, Hochdramatischer ma dużo większą wytrzymałość i wolumen niż Dramatischer. Odnoszące sukcesy Hochdramatischer są rzadkie, jeden lub dwa na pokolenie. Wielu krytyków uważa, że dzisiaj nie mamy żadnego takiego sopranu.
- Role:
  - Turandot, Turandot (Giacomo Puccini)
  - Elektra, Elektra (Richard Strauss)
  - Salome, Salome (Richard Strauss)
  - Brunhilda, Pierścień Nibelunga (Richard Wagner)
  - Kundry, Parsifal (Richard Wagner)
  - Izolda, Tristan i Izolda (Richard Wagner)
- Śpiewaczki:
  - Birgit Nilsson
  - Kirsten Flagstad
  - Helen Traubel
  - Gwyneth Jones
  - Deborah Polaski
  - Frida Leider
  - Eva Turner
  - Waltraud Meier

## Fächermezzosopranoweialtowe

### Koloratur-Mezzosopran / Contralto
- Polski odpowiednik: mezzosopran koloraturowy / kontralt
- Skala: Od g do h2
- Opis: Popularne zwłaszcza w operach rossiniowskich, role te były pisane oryginalnie na biegłe kontralty z dobrymi wysokimi dźwiękami. Dziś grane są często przez mezzosoprany, a czasem nawet przez soprany. Niekiedy pełny sopran liryczny z giętkim głosem śpiewa te role tak, jak napisano, natomiast prawdziwy sopran koloraturowy śpiewa te partie przetransponowane wyżej.
- Kontralt jest głosem bardziej wszechstronnym i rozległym niż alt, dysponuje skalą ponad trzech oktaw. W dolnym rejestrze brzmi nisko i ciemno jak alt, lecz w górnym rejestrze, brzmi jak sopran. Kontralt musi mieć biegłość techniczną, czyli umiejętność szybkiego śpiewania, zwaną koloraturą.
- Role:
  - Rozyna Cyrulik sewilski (Gioacchino Rossini)
  - Angelina  Kopciuszek (Gioacchino Rossini)
  - Izabela Włoszka w Algierze (Gioacchino Rossini)
  - Tankred Tancredi (Gioacchino Rossini)
  - Arsace Semiramida (Gioacchino Rossini)
  - Romeo Capuleti i Montecchi (Vincenzo Bellini)
  - Orsini Lukrecja Borgia (Gaetano Donizetti)
- Śpiewaczki:
  - Ewa Podleś
  - Conchita Supervía
  - Marilyn Horne
  - Cecilia Bartoli
  - Vivica Genaux

### Lyrischer Mezzosopran / Spielalt
- Polski odpowiednik: mezzosopran liryczny
- Skala: Od g do h2 (Od a do g2[1])
- Opis:  tak jak sopran liryczny, lecz z niższą skalą; w rezultacie dźwięk jest mniej ostry i bardziej subtelny.  Te głosy są tak podobne, że wiele mezzosopranów lirycznych z rozszerzonym górnym rejestrem przestawia się na role sopranowe podczas swojej kariery.
- Role:
  - Cherubin Wesele Figara (Wolfgang Amadeus Mozart)
  - Oktawian Kawaler srebrnej róży (Richard Strauss)
  - Kompozytor Ariadna na Naksos (Richard Strauss)
  - Olga, Eugeniusz Oniegin (Piotr Czajkowski)
  - Arianna Arianna (Claudio Monteverdi)
  - Dorabella Così fan tutte (Wolfgang Amadeus Mozart)
  - Carmen Carmen (Georges Bizet)
  - Dydona Dydona i Eneasz (Henry Purcell)
- Śpiewaczki:
  - Christa Ludwig
  - Janet Baker
  - Susan Graham
  - Risë Stevens
  - Anne-Sofie von Otter
  - Frederica von Stade

### Dramatischer Mezzosopran
- Polski odpowiednik: mezzosopran dramatyczny
- Skala: Od g do h2
- Opis: Mezzosoprany dramatyczne mają bardzo podobną skalę do sopranów dramatycznych. Główną różnicą jest wytrzymałość i swoboda, z którą oba głosy śpiewają- mezzosopran będzie śpiewał większość czasu w niskim i środkowym rejestrze i będzie się wznosił np. do b dwukreślnego tylko w momentach kulminacyjnych. Wiele dramatycznych mezzosopranów osiąga sukces w rolach sopranowych dramatycznych o niższej tessiturze.
- Role:
  - Czarownica, Dydona i Eneasz (Henry Purcell)
  - Dalila, Samson i Dalila (Camille Saint-Saëns)
  - Amneris, Aida (Giuseppe Verdi)
  - Eboli, Don Carlos (Giuseppe Verdi)
  - Azucena, Trubadur (Giuseppe Verdi)
  - Ortruda, Lohengrin (Richard Wagner)
  - Fryka, Złoto Renu, Walkiria (Richard Wagner)
  - Brangena, Tristan i Izolda (Richard Wagner)

- Śpiewaczki

- - Grace Bumbry
  - Shirley Verrett
  - Fiorenza Cossotto
  - Fedora Barbieri
  - Ebe Stignani
  - Dolora Zajick
  - Denyce Graves
  - Bianca Berini
  - Giulietta Simionato
  - Irina Archipowa
  - Lucia Danieli
  - Stefania Toczyska

### Dramatischer Alt
- Polski odpowiednik: kontralt dramatyczny
- Skala: Od g do h2
- Opis: Stylistycznie podobny do mezzosopranu dramatycznego, lecz niższy. Wiele mezzosopranów próbowało szczęścia w tych rolach, jednak wychodzi to lepiej prawdziwym altom. Głęboki, penetrujący niski głos kobiecy. To bardzo rzadki typ głosu, jest ciemniejszy i bogatszy niż typowy alt.
- Role:
  - Erda, Pierścień Nibelunga (Richard Wagner)
  - Ulryka, Bal maskowy (Giuseppe Verdi)
  - Pani Quickly, Falstaff (Giuseppe Verdi)
  - Florencja Albert Herring (Benjamin Britten)
  - Marfa, Chowańszczyzna (Modest Musorgski)
  - Klitamnestra, Elektra (Richard Strauss)
  - Hrabina Dama pikowa (Piotr Czajkowski)

- Śpiewaczki:
  - Marian Anderson
  - Lili Chookasian
  - Ewa Podleś

### Tiefer Alt
- Polski odpowiednik: niski kontralt
- Skala: od f do a2
- Opis: Niski głos kobiecy. Jeden z dwóch rodzajów głosu, razem z Basso Profondo, w którym roztrzęsiony głos jest, niestety, cechą determinującą.
- Role:
  - Genowefa, Peleas i Melisanda (Claude Debussy)
  - Die Kranke, Mojżesz i Aaron (Arnold Schönberg)
  - Gaja, Daphne (Richard Strauss)
  - Annina, Kawaler srebrnej róży (Richard Strauss)
- Śpiewaczki:
  - Clara Butt
  - Kathleen Ferrier
  - Ernestine Schumann-Heink
  - Jadwiga Rappé

## TenoroweStimmfächer

### Spieltenor / Tenor Buffo
- Polski odpowiednik: (Liryczny) komiczny tenor. Jest dosyć prawdopodobne dla młodego Spieltenora, aby w końcu pracować nad repertuarem dla tenorów lirycznych; decydującym czynnikiem jest piękno głosu.
- Skala: Od c do h1
- Role:
  - Pedrillo, Uprowadzenie z seraju (Wolfgang Amadeus Mozart)
  - Monostatos, Czarodziejski flet (Wolfgang Amadeus Mozart)
  - Król Kaspar, Amahl and the Night Visitors (Gian Carlo Menotti)
  - Mime, Złoto Renu (Richard Wagner)
  - Pan Triquet, Eugeniusz Oniegin (Piotr Czajkowski)

### Charaktertenor
- Polski odpowiednik: Tenor charakterystyczny. Musi mieć dobre umiejętności aktorskie.
- Range: od H do c2
- Role:
  - Mime Zygfryd (Richard Wagner)
  - Loge Złoto Renu (Richard Wagner)
  - Herod Salome (Richard Strauss)
  - dr Cajus Falstaff (Giuseppe Verdi)
- Śpiewacy:
  - Gerhard Stolze
  - Aleksiej Maslennikow
  - Heinz Zednik

### Lyrischer Tenor
- Polski odpowiednik: tenor liryczny
- Skala: Od ok. C-F do c2
- Role:

- - Tamino Czarodziejski flet (Wolfgang Amadeus Mozart)
  - Belmonte Llostados Uprowadzenie z seraju (Wolfgang Amadeus Mozart)
  - Rudolf Cyganeria (Giacomo Puccini)
  - Ferrando Così fan tutte (Wolfgang Amadeus Mozart)
  - Almaviva Cyrulik sewilski (Gioacchino Rossini)
  - Arturo Purytanie (Vincenzo Bellini)
  - Elvino Lunatyczka (Vincenzo Bellini)
  - Ramiro  Kopciuszek (Gioacchino Rossini)
  - Nemorino Napój miłosny (Gaetano Donizetti)
  - Alfredo Traviata (Giuseppe Verdi)
  - Il Duca di Mantova (Książę Mantui)  Rigoletto (Giuseppe Verdi)
  - Don Ottavio Don Giovanni (Wolfgang Amadeus Mozart)
  - Faust Faust (Charles Gounod)

- Śpiewacy:
  - Ian Bostridge
  - Richard Tucker
  - Fritz Wunderlich
  - Alfredo Kraus
  - Juan Diego Flórez
  - Léopold Simoneau
  - Luciano Pavarotti
  - Piotr Beczała

### Jugendlicher Heldentenor
- Polski odpowiednik: lekki tenor dramatyczny / tenor spinto
- Skala: od c do c2
- Opis: Tenor z dramatycznie rozszerzoną górą skali z jasnością potrzebną, aby przebić się przez brzmienie orkiestry. To głos pomiędzy tenorem lirycznym, a tenorem dramatycznym.
- Role:
  - Don José, Carmen (Georges Bizet)
  - Lohengrin, Lohengrin (Richard Wagner)
  - Zygmunt, Walkiria (Richard Wagner)
  - Radames, Aida (Giuseppe Verdi)
  - Don Carlos, Don Carlos Giuseppe Verdi)
  - Achilles, Ifigenia na Aulidzie (Christoph Willibald Gluck)
  - Max, Wolny strzelec (Carl Maria von Weber)
- Śpiewacy:
  - Plácido Domingo
  - Jonas Kaufmann
  - Georges Thill
  - Rolando Villazón
  - Luciano Pavarotti
  - José Carreras
  - Siegfried Jerusalem
  - Peter Hofmann
  - Wiesław Ochman

### Heldentenor
- Polski odpowiednik: tenor bohaterski
- Skala: od H do c2
- Opis: Pełny, dramatyczny tenor z barytonowym brzmieniem w środku skali i jasnością konieczną do przebicia się przez gęstą fakturę orkiestry.
- Role:
  - Idomeneo, Idomeneo (Wolfgang Amadeus Mozart)
  - Kalaf, Turandot (Giacomo Puccini)
  - Otello, Otello (Giuseppe Verdi)
  - Zygfryd, Pierścień Nibelunga (Richard Wagner)
  - Parsifal, Parsifal (Richard Wagner)
  - Tristan, Tristan i Izolda (Richard Wagner)
- Śpiewacy:
  - Wolfgang Windgassen
  - Lauritz Melchior
  - James King
  - Jon Vickers
  - Rudolf Schock
  - Mario Del Monaco

## BarytonoweFächer

### Lyrischer Bariton / Spielbariton
- Polski odpowiednik: baryton liryczny
- Skala: Od H do g1
- Opis: Delikatnie brzmiący głos barytonowy, bez szorstkości.
- Role:
  - Hrabia Almaviva, Wesele Figara (Wolfgang Amadeus Mozart)
  - Marcello, Cyganeria (Giacomo Puccini)
  - Papageno, Czarodziejski flet (Wolfgang Amadeus Mozart)
  - Oniegin, Eugeniusz Oniegin (Piotr Czajkowski)
  - Albert, Werter (Jules Massenet)
  - Billy Budd, Billy Budd (Benjamin Britten)
  - Figaro, Cyrulik sewilski (Gioacchino Rossini)
- Śpiewacy:
  - Dietrich Fischer-Dieskau
  - Gerhard Hüsch
  - Hermann Prey
  - Simon Keenlyside
  - Brett Polegato
  - Mariusz Kwiecień
  - Leszek Kruk

### Kavalierbariton
- Polski odpowiednik: Brak. W języku włoskim: baritono cantabile.
- Skala: od ok. A do gis1
- Opis: Ostrzejszy, bardziej wyrazisty niż baryton liryczny. Metaliczny głos, który może śpiewać zarówno frazy liryczne, jak i dramatyczne frazy. Nie jest tak potężny jak baryton verdiowski lub baryton charakterystyczny.
- Role:
  - Don Giovanni, Don Giovanni (Wolfgang Amadeus Mozart)
  - Tonio, Pajace (Ruggero Leoncavallo)
  - Di Luna, Trubadur (Giuseppe Verdi)
  - Iago, Otello (Giuseppe Verdi)
  - Hrabia, Capriccio (Richard Strauss) (Range: c-ab' - does not require A2-B2 part of range)[2]
- Śpiewacy:
  - Thomas Hampson
  - Dmitrij Chworostowski
  - Eberhard Waechter
  - Sherrill Milnes
  - Artur Ruciński
  - Mariusz Godlewski

### Charakterbariton
- Polski odpowiednik: baryton verdiowski.
- Skala: Od ok. A do gis1
- Opis: Głos łatwo śpiewający pasaże w wyższych rejestrach. Wysoka tessitura połączona z brzmieniem dramatycznym. Baryton verdiowski to głos zdolny do śpiewania z łatwością w najwyższych rejestrach barytonowych, czasami rozciągający się aż do C powyżej środkowego C (C5 lub wysoki C), operujący „squillo”.
- Role:

- - Wozzeck (Alban Berg)
  - Germont, Traviata (Giuseppe Verdi)
  - Amonasro, Aida
  - Carlo, Ernani
  - Don Carlo di Vargas, La forza del destino
  - Falstaff, Falstaff
  - Ford, Falstaff
  - Macbeth, Macbeth
  - Renato, Un ballo in maschera
  - Rigoletto, Rigoletto
  - Rodrigo, Don Carlos
  - Simon Boccanegra, Simon Boccanegra

- Śpiewacy:
  - Gustav Neidlinger
  - Giuseppe Valdengo
  - Sherrill Milnes
  - Leo Nucci

### Heldenbariton
- Polski odpowiednik: baryton bohaterski / baryton dramatyczny. W języku włoskim: baritono drammatico.
- Skala: Od ok. G do fis1
- Opis: Oznacza „bohaterski baryton”. W niemieckich teatrach operowych prawdziwy baryton bohaterski jest cenną zdobyczą: głos o potężnej mocy na zawołanie i jasnym rezonansie.
- Role:
  - Telramund, Lohengrin (Richard Wagner)
  - Hrabia di Luna, Trubadur (Giuseppe Verdi)
  - Alfio, Cavalleria rusticana (Pietro Mascagni)
  - Gérard, Andrea Chénier (Umberto Giordano)
  - Iago, Otello (Giuseppe Verdi)
  - Jack Rance, La fanciulla del West (Giacomo Puccini)
  - Jochanaan, Salome (Richard Strauss)
  - Michele, Il tabarro (Giacomo Puccini)
  - Don Pizarro, Fidelio (Ludwig van Beethoven)
  - Tonio, Pagliacci (Ruggero Leoncavallo)
- Śpiewacy:
  - Leonard Warren
  - Thomas Stewart
  - Titta Ruffo
  - James Morris

### Lyric Bassbariton/Low Lyric Baritone
- Polski odpowiednik: bas baryton liryczny.

- Skala: od ok. G do fis1
- Opis: Wymagany zakres bas-baryton może być bardzo różny w zależności od roli. Niektóre bas-barytony są barytonami: Friedrich Schorr, George London i Bryn Terfel; inni basami: jak Hans Hotter, Alexander Kipnis i Samuel Ramey.
- Role:
  - Don Pizarro Fidelio (Ludwig van Beethoven)
  - Escamillo Carmen (Georges Bizet)
  - Golaud Peleas i Melisanda (Claude Debussy)
  - Méphistophélès, Faust (Charles Gounod)
  - Don Alfonso, Così fan tutte (Wolfgang Amadeus Mozart)
  - Figaro, Wesele Figara (Wolfgang Amadeus Mozart)
- Śpiewacy:
  - Thomas Quasthoff
  - Marcin Bronikowski

### Dramatic Bassbariton/Low DramaticBaritone
- Polski odpowiednik: dramatyczny bas baryton.
- Skala: od ok. G do fis1
- Opis: analogicznie, jak dla lirycznego bas barytona, wymagany zakres może być bardzo różny, to głos o większej sile wyrazu dramatycznego.
- Role:
  - Igor, Kniaź Igor (Aleksandr Borodin)
  - Scarpia, Tosca (Giacomo Puccini)
  - Holender, Latający Holender (Richard Wagner)
  - Hans Sachs Śpiewacy norymberscy (Richard Wagner)
  - Wotan Pierścień Nibelunga (Richard Wagner)
  - Amfortas Parsifal (Richard Wagner)
- Śpiewacy:
  - Friedrich Schorr
  - George London
  - Andrzej Hiolski

## Bass Fächer

### Basso Cantante/Lyric Bassbariton/High Lyric Bass
- Polski odpowiednik: brak. W języku włoskim: basso cantante.
- Skala: Od ok. E do f1
- Opis: Basso cantante to czasami bas baryton, jak np. Hans Hotter, Alexander Kipnis i Samuel Ramey.
- Role:

- - Duke Bluebeard Zamek Sinobrodego (Béla Bartók)
  - Don Pizarro, Fidelio (Ludwig van Beethoven)
  - Rodolfo, Lunatyczka (Vincenzo Bellini)
  - Blitch, Susannah (Carlisle Floyd)
  - Méphistophélès, Faust (Charles Gounod)
  - Don Alfonso, Così fan tutte (Wolfgang Amadeus Mozart)
  - Leporello, Don Giovanni, Don Giovanni (Wolfgang Amadeus Mozart)
  - Figaro, Wesele Figara (Wolfgang Amadeus Mozart)
  - Don Basilio Cyrulik sewilski (Gioacchino Rossini)
  - Silva, Ernani (Giuseppe Verdi)
  - Filip II, Don Carlos (Giuseppe Verdi)
  - Count Walter, Luiza Miller (Giuseppe Verdi)
  - Zaccaria, Nabucco (Giuseppe Verdi)

- Śpiewacy:
  - Fiodor Szalapin
  - Ezio Pinza
  - Ruggero Raimondi
  - Samuel Ramey
  - Cesare Siepi
  - José van Dam
  - Rafał Siwek

### Hoherbass/Dramatic Bassbariton/High Dramatic Bass
- Polski odpowiednik: dramatyczny bas baryton.
- Skala: od ok. E do f1

- Role:
  - Igor, Kniaź Igor (Aleksandr Borodin)
  - Boris i Warłaam, Borys Godunow (Modest Musorgski)
  - Klingsor, Parsifal (Richard Wagner)
  - Wotan Pierścień Nibelunga (Richard Wagner)
  - Caspar, Wolny strzelec (Carl Maria von Weber)
- Śpiewacy:
  - Theo Adam
  - Hans Hotter
  - Alexander Kipnis

### Jugendlicher Bass
- Polski odpowiednik: brak
- Skala: od ok. E do f1
- Opis: Postać młodego bohatera dzieła (niezależnie od wieku wykonawcy).
- Role:
  - Igor, Kniaź Igor (Alexander Borodin)
  - Don Alfonso, Così fan tutte (Wolfgang Amadeus Mozart)
  - Leporello, Masetto, Don Giovanni by Wolfgang Amadeus Mozart)
  - Figaro, Wesele Figara (Wolfgang Amadeus Mozart)
  - Warłaam, Borys Godunow (Modest Musorgski)
  - Colline, Cyganeria (Giacomo Puccini)

### Spielbass/Bassbuffo/Lyric Buffo
- Polski odpowiednik: liryczny bas buffo
- Skala: od ok. E do f1
- Role
  - Don Pasquale, Don Pasquale (Gaetano Donizetti)
  - Dulcamara, Napój miłosny (Gaetano Donizetti)
  - Don Bartolo, Cyrulik sewilski (Gioacchino Rossini)
  - Don Basilio, Cyrulik sewilski (Gioacchino Rossini)
  - Don Magnifico, Kopciuszek (Gioacchino Rossini)
  - Mustafa Włoszka w Algierze Gioacchino Rossini)
  - Mefistofeles, Faust (Charles Gounod)
  - Don Alfonso, Così fan tutte (Wolfgang Amadeus Mozart)
  - Leporello, Don Giovanni (Wolfgang Amadeus Mozart)

- Śpiewacy:
  - Luigi Lablache
  - Fernando Corena
  - Enzo Dara

### Schwerer Spielbass/Dramatic Buffo
- Polski odpowiednik: dramatyczny bas komiczny
- Skala: Od ok. C do f1
- Role:
  - Chan Kończak, Kniaź Igor (Alexander Borodin)
  - Ferrando, Trubadur (Giuseppe Verdi)
  - Daland, Latający Holender  (Richard Wagner)
  - Pogner, Śpiewacy norymberscy (Richard Wagner)
  - Hunding, Walkiria (Richard Wagner)
  - Baron Ochs, Kawaler srebrnej roży (Richard Strauss)
  - Skołuba, Straszny dwór (Stanisław Moniuszko)
- Śpiewacy:
  - Alexander Kipnis,
  - Kurt Böhme,
  - Gottlob Frick,
  - Karl Ridderbusch
  - Kurt Moll
  - Romuald Tesarowicz

### Lyric Seriöser Bass
- Polski odpowiednik: Niski bas. W języku włoskim: basso profondo.
- Skala: (C to f')
- Opis: Basso profondo to najniższy basowy typ głosu. Według J.B. Steane w Voices, Singers i Critics, głos basso profondo wywodzi się z metody produkcji tonów, która eliminuje bardziej włoskie szybkie vibrato. Na jego miejscu znajduje się rodzaj tonalnej solidności, front podobny do ściany, który może jednak okazać się podatny na inny rodzaj wibrato, powolny rytm lub przerażające chybotanie[3].

- Role:
  - Rocco, Fidelio (Ludwig von Beethoven)
  - Osmin, Uprowadzenie z seraju (Wolfgang Amadeus Mozart)
  - Sarastro, Czarodziejski flet (Wolfgang Amadeus Mozart)
  - Pimen, Borys Godunow (Modest Musorgski)
  - Sparafucile, Rigoletto (Giuseppe Verdi)
- Śpiewacy:
  - Matti Salminen

### Dramatic Seriöser Bass
- Polski odpowiednik: dramatyczny niski bas. Dramatyczny bas profondo.
- Opis: Jak powyżej, określenie dramatyczny zależy od charakteru roli.
- Skala: (C do f')
- Role:
  - Włodzimierz Jarosławicz, Kniaź Igor (Aleksander Borodin)
  - Hagen, Zmierzch bogów (Richard Wagner)
  - Heinrich, Lohengrin (Richard Wagner)
  - Gurnemanz, Parsifal (Richard Wagner)
  - Fafner, Złoto Renu, Zygfryd (Richard Wagner)
  - Król Marek, Tristan i Izolda (Richard Wagner)
  - Hunding, Walkiria (Richard Wagner)
- Śpiewacy:
  - Ivar Andresen
  - Gottlob Frick
  - Kurt Moll
  - Martti Talvela